# Dennis Wilshaw
Dennis James Wilshaw (ur. 11 marca 1926 w Stoke-on-Trent, zm. 11 maja 2004 w Stoke-on-Trent) – angielski piłkarz występujący podczas kariery na pozycji napastnika.

## Kariera klubowa
Dennis Wilshaw piłkarską karierę rozpoczął w Wolverhampton Wanderers w 1944. Mając małe szansę na grę w pierwszym składzie, Wanderers zdecydował się na wypożyczenie do trzecioligowego Walsall. Na początku sezonu 1948/49 powrócił do Wolverhampton, w którym występował przez kolejne 9 lat. Z Wilkami zdobył mistrzostwo Anglii w 1954 oraz Puchar Anglii w 1949. Ogółem w barwach Wilków rozegrał 634 spotkania, w których zdobył 139 bramek. W trakcie sezonu 1957/58 przeszedł do drugoligowego Stoke City, w którym w 1961 zakończył karierę.
| Sezon   | Klub                         | Kraj   | Rozgrywki      | Mecze | Bramki |
| ------- | ---------------------------- | ------ | -------------- | ----- | ------ |
| 1946/47 | Walsall F.C.                 | Anglia | Division Three | 35    | 18     |
| 1947/48 | Walsall F.C.                 | Anglia | Division Three | 36    | 8      |
| 1948/49 | Walsall F.C.                 | Anglia | Division Three | 3     | 1      |
| 1948/49 | Wolverhampton Wanderers F.C. | Anglia | Division One   | 11    | 10     |
| 1949/50 | Wolverhampton Wanderers F.C. | Anglia | Division One   | 8     | 3      |
| 1950/51 | Wolverhampton Wanderers F.C. | Anglia | Division One   | 14    | 5      |
| 1951/52 | Wolverhampton Wanderers F.C. | Anglia | Division One   | 14    | 5      |
| 1952/53 | Wolverhampton Wanderers F.C. | Anglia | Division One   | 29    | 17     |
| 1953/54 | Wolverhampton Wanderers F.C. | Anglia | Division One   | 39    | 25     |
| 1954/55 | Wolverhampton Wanderers F.C. | Anglia | Division One   | 38    | 20     |
| 1955/56 | Wolverhampton Wanderers F.C. | Anglia | Division One   | 26    | 6      |
| 1956/57 | Wolverhampton Wanderers F.C. | Anglia | Division One   | 20    | 10     |
| 1957/58 | Wolverhampton Wanderers F.C. | Anglia | Division One   | 12    | 4      |
| 1957/58 | Stoke City F.C.              | Anglia | Division Two   | 19    | 6      |
| 1958/59 | Stoke City F.C.              | Anglia | Division Two   | 31    | 15     |
| 1959/60 | Stoke City F.C.              | Anglia | Division Two   | 21    | 9      |
| 1960/61 | Stoke City F.C.              | Anglia | Division Two   | 24    | 11     |

## Kariera reprezentacyjna
W reprezentacji Anglii Wilshaw zadebiutował 10 października 1953 w wygranym 4-1 meczu w British Home Championship, które były jednocześnie eliminacjami mistrzostw świata z Walią. Był to niezwykle udany debiut, gdyż Wilshaw w 45 i 49 min. wpisał się na listę strzelców. W 1954 Wilshaw uczestniczył w mistrzostwach świata. Na turnieju w Szwajcarii wystąpił w meczach ze Szwajcarią (bramka) oraz ćwierćfinale z Urugwajem. Ostatni raz w reprezentacji wystąpił 6 października 1956 w zremisowanym 1-1 meczu w British Home Championship z Irlandią Północną. Ogółem Wilshaw rozegrał w reprezentacji 12 spotkań, w których zdobył 10 bramek.
| Mecze i gole w reprezentacji | Mecze i gole w reprezentacji | Mecze i gole w reprezentacji | Mecze i gole w reprezentacji | Mecze i gole w reprezentacji | Mecze i gole w reprezentacji | Mecze i gole w reprezentacji |
| #                            | Data                         | Miasto                       | Przeciwnik                   | Gol                          | Wynik                        |                              |
| ---------------------------- | ---------------------------- | ---------------------------- | ---------------------------- | ---------------------------- | ---------------------------- | ---------------------------- |
| 1.                           | 10.10.1953                   | Cardiff                      | Walia                        | Gol · Gol                    | 4:1                          | British Home Championship    |
| 2.                           | 20.06.1954                   | Berno                        | Szwajcaria                   | Gol                          | 2:0                          | Mundial 1954                 |
| 3.                           | 26.06.1954                   | Bazylea                      | Urugwaj                      |                              | 2:4                          | Mundial 1954                 |
| 4.                           | 02.04.1955                   | Londyn                       | Szkocja                      | Gol · Gol · Gol · Gol        | 7:2                          | British Home Championship    |
| 5.                           | 15.05.1955                   | Colombes                     | Francja                      |                              | 0:1                          | towarzyski                   |
| 6.                           | 18.05.1955                   | Madryt                       | Hiszpania                    |                              | 1:1                          | towarzyski                   |
| 7.                           | 22.05.1955                   | Porto                        | Portugalia                   |                              | 1:3                          | towarzyski                   |
| 8.                           | 22.10.1955                   | Cardiff                      | Walia                        |                              | 1:2                          | British Home Championship    |
| 9.                           | 02.11.1955                   | Londyn                       | Irlandia Północna            | Gol · Gol                    | 3:0                          | British Home Championship    |
| 10.                          | 20.05.1956                   | Helsinki                     | Finlandia                    | Gol                          | 5:1                          | towarzyski                   |
| 11.                          | 26.05.1956                   | Berlin Zachodni              | RFN                          |                              | 3:1                          | towarzyski                   |
| 12.                          | 06.10.1956                   | Belfast                      | Irlandia Północna            |                              | 1:1                          | British Home Championship    |